# James White (Schriftsteller, 1928)
James White (* 7. April 1928 in Belfast, Nordirland; † 23. August 1999 ebenda) war ein irischer Science-Fiction-Autor.

## Leben
James White wurde in Belfast geboren, doch die ersten Jahre seiner Kindheit verbrachte er in Kanada. Nach einem fünfjährigen Aufenthalt zogen seine Eltern wieder zurück nach Irland. Dort besuchte White zwischen 1935 und 1941 die St. John’s Primary School. James White begann eine Ausbildung als Schneider und besuchte gleichzeitig von 1942 bis 1943 die St. Joseph’s Technical Secondary School, da er ein Stipendium für die Schule gewonnen hatte. White arbeitete weiterhin als Schneider, bis er 1965 zur Flugzeugfabrik Short Brothers, Ltd. wechselte, wo er zunächst als Büroangestellter arbeitete und später in der Presseabteilung, bis zu seinem Vorruhestand 1984, beschäftigt war.
Im Jahr 1955 heiratete James White Margaret Sarah Martin. Aus dieser Ehe gingen drei Kinder hervor, die Tochter Patricia und die Söhne Martin und Peter.
Fast sein ganzes Leben litt White unter Diabetes, wodurch seine Sehstärke im Lauf der Jahre so weit eingeschränkt wurde, dass er unter anderem keinen Flugschein machen konnte und frühzeitig in Rente gehen musste.

## Werk
James Whites Karriere als Science-Fiction-Autor begann wie bei vielen anderen Schriftstellern des Genres als Fan.
Mit der Science-Fiction kam James White im Jahr 1941 in Berührung, durch John W. Campbells Magazin Astounding. White verschlang die Storys von Robert Heinlein, E. E. „Doc“ Smith und anderen. Bei der Lektüre von Smiths Geschichten erkannte White, nach eigener Aussage, dass es nicht nur böse, sondern auch gute Aliens gab.
White sammelte alle Astounding-Ausgaben und versuchte immer, die Sammlung zu vervollständigen. Zusammen mit anderen Fans, Bob Shaw, George Charles und Walt Willis, arbeitete White an den Fanzines Slant und Hyphen mit.
Im Jahr 1953 wurde die erste Geschichte Whites, Assisted Passage in dem englischen Science-Fiction-Magazin New Worlds veröffentlicht. White hatte die Geschichte aus Unmut über den Niedergang des Magazins Astounding geschrieben. Weitere Geschichten folgten, alle in New Worlds: Crossfire (1953), The Conspirators (1954), Starvation Orbit (1954), The Star Walk (1955) und Boarding Party (1955).
Die im Jahr 1946 erschienene Geschichte Rescue Party von Arthur C. Clarke inspirierte White zu The Scavengers. White fragte bei Clarke an, ob er die Prämisse der Geschichte – Manchmal muss eine Zivilisation gerettet werden – ob sie will, oder nicht– verwenden dürfe. Clarke hatte nichts dagegen und The Scavengers erschien 1953 mit Erfolg in Astounding.
Whites erster Roman Secret Visitor (deutsch als Die Außerirdischen) erschien 1957. Die Vorlage des Romans erschien unter dem Titel Tourist Planet. Das Ende des Romans und der Kurzgeschichte unterscheiden sich, da Donald A. Wollheim, der damalige Redakteur bei Ace (dem herausgebenden Verlag), fand, Whites Ende wäre zu zahm. Er stellte sich eine „richtige“ Weltraumschlacht nach der Gerichtsverhandlung vor, die den Höhepunkt der Geschichte bildet. White beugte sich Wollheims Forderung mit den Worten „He who pays the piper calls the tune!“ („Wes Brot ich ess’, des Lied ich sing!“).
Im Jahr 1957 schrieb James White eine Geschichte, die seine weitere Karriere mehr als jede andere beeinflusste. White bot Ted Carnell, dem Herausgeber von New Worlds, eine Erzählung von 17.000 Wörtern mit dem Titel Sector Twelve General Hospital an. Carnell, dessen erste Reaktion war, die Story zur Überarbeitung zurückzugeben, hatte jedoch in der November-Ausgabe von New Worlds noch eine Lücke von gerade 17.000 Wörtern zu füllen und nahm die Geschichte an. Sector General handelt von einem riesigen Krankenhaus im All, das von einer Allianz aus Menschen und Aliens geschaffen wurde, um kranken und verletzten Aliens zu helfen. Dazu besitzt das Hospital 384 Ebenen, auf denen die jeweiligen Lebensbedingungen der Aliens geschaffen werden können. Aus dieser ersten Geschichte entstanden im Lauf der Jahre zwölf Romane, unter anderem Star Surgeon (Star Chirurg), Major Operation (Großoperation), Ambulance Ship (dt. Ambulanzschiff). Die Geschichte erschien in Romanform im Jahr 1962 unter dem Titel Hospital Station. Die Sector General-Reihe (dt. Orbit-Hospital-Reihe) begründete James Whites Ruf innerhalb des Genres.
White schrieb weitere Kurzgeschichten und Romane außerhalb von Sector General, unter anderem Second Ending (1962), The Watch Below (1966) und All Judgement Fled (1966) bis zu The Silent Stars Go By (1991).
Für White war die Schriftstellerei nur Nebenberuf. Neben seiner beruflichen Arbeit und der Schriftstellerei war White  weiterhin als Fan aktiv. Die jeden Donnerstagabend in einer Gaststätte in Belfast stattfindenden Treffen der Belfast Science Fiction Group verpasste er nur, wenn ihm die Umstände keine Wahl ließen. Außerdem war er lange Jahre Mitglied der British Science Fiction Association und bei ihrem irischen Gegenstück, der Irish Science Fiction Association.
James White, der keine medizinische Ausbildung hatte, war ein Gegner der Gewalt und des Militärs, was er auch in seinen Romanen und Kurzgeschichten immer wieder aufzeigt. So gibt es in Sector General folgerichtig kein Militär, sondern nur das „Monitorkorps“, eine Polizeitruppe, die auf Verhandlungen setzt, keiner Seite in Konflikten den Vorzug gibt und Gewalt als letztes Mittel benutzt. Bezeichnenderweise besteht das Monitorkorps aus Menschen, da sie die aggressivste Rasse in Whites Universum darstellen.

## Auszeichnungen
- 1988: Skylark Award für das Lebenswerk
- 1989: Analog Award für die Erzählung Sanctuary
- 1997: Science Fiction Chronicle Readers Poll für die Kurzgeschichte Un-Birthday Boy
- 2004: Retro Hugo Award für das Fanzine Slant

Zur Ehrung des Andenkens von James White wurde 2000 der James White Award für Science-Fiction-Kurzgeschichten ins Leben gerufen und 2001 erstmals verliehen. Erster Preisträger war Mark Dunn für die Kurzgeschichte Think Tank.

## Bibliografie
Die Serien sind nach dem Erscheinungsjahr des ersten Teils geordnet.
Sind bei den Originalausgaben zwei Erscheinungsjahre angegeben, so ist das erste das des Erstdrucks und das zweite das der Erstausgabe (als Buch).
Wird bei Kurzgeschichten als Quelle nur Titel und Jahr angegeben, so findet sich die vollständige Angabe bei der entsprechenden Sammelausgabe.
Allen (Kurzgeschichten)
- 1 Assisted Passage (1953)
- 2 False Alarm (1957)
- Outrider (1955, Roman)

Sector General / Orbit-Hospital
Federation World (Kurzgeschichten)
- Federation World (1980)
- The Scourge (1982)
  - Deutsch: Die Geißel. In: Hans Joachim Alpers (Hrsg.): Analog 5. Moewig Science Fiction #3595, 1982, ISBN 3-8118-3595-5.
- Something of Value (1985)
- Federation World (1988, Fix-up)
  - Deutsch: Die Föderation. Übersetzt von Kalla Wefel. Heyne Science-Fiction & Fantasy #4826, 1991, ISBN 3-453-05013-4.

Romane
- Tourist Planet (1956, auch als The Secret Visitors, 1957)
  - Deutsch: Die Außerirdischen. Übersetzt von Armin von Eichenberg. Moewig (Terra Sonderband #7), 1958. Auch als: Die Außerirdischen. Übersetzt von Horst Hoffmann. Pabel (Utopia Classics #1), 1979.
- Second Ending (1961, 1962)
  - Deutsch: Herr der Roboter. Übersetzt von H. U. Nichau. Moewig (Terra #278), 1963. Auch als: Das zweite Leben. Übersetzt von Horst Hoffmann. Pabel (Terra Taschenbuch #309), 1979.
- Open Prison (1964, auch als The Escape Orbit, 1965)
  - Deutsch: Gefängnis im All. Moewig (Terra Taschenbuch #107), 1966.
- The Watch Below (1966)
  - Deutsch: Gefangene des Meeres. Moewig (Terra Taschenbuch #122), 1967.
- All Judgment Fled (1967, 1968)
  - Deutsch: Das Raumschiff der Rätsel. Moewig (Terra Taschenbuch #150), 1968.
- Tomorrow Is Too Far (1971)
  - Deutsch: Minuszeit. Pabel (Terra Taschenbuch #185), 1971.
- Dark Inferno (1972, auch als Lifeboat)
  - Deutsch: Das schwarze Inferno. Goldmann Science Fiction der Chef-Auswahl, 1973, ISBN 3-442-30280-3.
- The Dream Millennium (1973, 1974)
  - Deutsch: Das Jahrtausend der Träume. Goldmann Science Fiction der Chef-Auswahl, 1975, ISBN 3-442-30307-9.
- Underkill (1979)
  - Deutsch: Der globale Eingriff. Moewig Science Fiction #3568, 1982, ISBN 3-8118-3568-8.
- The Silent Stars Go By (1991)
- The First Protector (2000, Gene Roddenberry’s Earth: Final Conflict #2)

Sammlungen
- Deadly Litter (1964)
  - Deutsch: Die Lichter des Alls und andere Stories. Moewig (Terra #423), 1965.
- The Aliens Among Us (1969)
  - Deutsch: Brüder im Kosmos. Pabel (Terra Taschenbuch #193), 1972.
- Monsters and Medics (1977)
  - Deutsch: Das zweite Leben. Pabel (Terra Taschenbuch #309), 1979.
- Futures Past (1982)
- The White Papers (1996)

Kurzgeschichten
- Crossfire (1953)
- The Scavengers (1953)
  - Deutsch: Säuberungsaktion. In: Brüder im Kosmos. 1972.
- The Conspirators (1954)
  - Deutsch: Die Verschwörer. In: Brüder im Kosmos. 1972.
- Starvation Orbit (1954)
- Curtain Call (1954)
- Suicide Mission (1954)
- The Star Walk (1955)
- Boarding Party (1955)
- Dynasty of One (1955)
- Pushover Planet (1955)
- Question of Cruelty (1956)
- Red Alert (1956)
- In Loving Memory (1956)
  - Deutsch: In Liebe verbunden. In: Das zweite Leben. 1979.
- To Kill or Cure (1957)
  - Deutsch: Töten oder heilen. In: Brüder im Kosmos. 1972.
- Patrol (1957)
- The Lights Outside the Windows (1957)
  - Deutsch: Die Lichter des Alls. In: Die Lichter des Alls und andere Stories. 1965.
- The Ideal Captain (1958)
  - Deutsch: Der ideale Captain. In: Die Lichter des Alls und andere Stories. 1965.
- Dark Talisman (1958)
- Dogfight (1959)
- The High Road (1959)
- Grapeliner (1959)
  - Deutsch: Begegnung. In: Die Lichter des Alls und andere Stories. 1965.
- Deadly Litter (1959)
  - Deutsch: Tödlicher Abfall. In: Die Lichter des Alls und andere Stories. 1965.
- The Apprentice (1960)
- Christmas Treason (1962)
  - Deutsch: Spielzeug-Raketen. In: Helmuth W. Mommers, Arnulf D. Krauß (Hrsg.): Die Nacht der zehn Milliarden Lichter. Heyne Science Fiction & Fantasy #3106, 1967.
- Counter Security (1963)
  - Deutsch: Die Puppen. In: Charlotte Winheller (Hrsg.): Heimkehr zu den Sternen. Heyne Allgemeine Reihe #236, 1963. Auch als: Puppenmörder. In: Das zweite Leben. 1979.
- Fast Trip (1963)
  - Deutsch: Zwischen Erde und Mars. In: Charlotte Winheller (Hrsg.): Signale vom Pluto. Heyne Allgemeine Reihe #248, 1963. Anfang der Geschichte in: Kurt Brand: Der Mann mit den zwei Gesichtern. Perry Rhodan Nr. 112, Moewig, München. 1963.
- Commuter (1972)
- Answer Came There None (1974)
  - Deutsch: Eine Antwort kam nicht. In: Science-Fiction-Stories 73. Ullstein 2000 #146 (3515), 1978, ISBN 3-548-03515-9. Auch als: Und das Weltall schweigt … In: Das zweite Leben. 1979.
- Nuisance Value (1975)
  - Deutsch: Der Querulant. In: Das zweite Leben. 1979.
- Custom Fitting (1976)
  - Deutsch: Kleider machen Leute. In: Wolfgang Jeschke (Hrsg.): Science Fiction Story Reader 19. Heyne Science Fiction & Fantasy #3944, 1983, ISBN 3-453-30872-7.
- The Exorcists of IF (1976)
- Long Will Live the King (1982)
- The Interpreters (1985)
- Sanctuary (1988)
- Type ‘Genie’ and Run (1989)
- Incident on a Colonising Starship Where All Living Things are in Suspended Animation … (1990)
- The Backward Magician (1992)
- House Sitter (1996)
- Un-Birthday Boy (1996)